# Another Step
Con un total de 12 canciones (13 en la versión CD y casete), y un equipo de compositores variado, Another Step supuso una evolución en la carrera de Kim Wilde, que participó como compositora en seis de los temas. 
Musicalmente respecto a su anterior disco, los sintetizadores dejaron paso a un mayor uso de la guitarra, lo que le daba un sonido más cercano al rock. La primera mitad del disco (cara A) tenía más ritmo, mientras que la segunda mitad (cara B) se componía de baladas.
La mayor parte del álbum fue producido por Ricky Wilde, aunque también intervinieron Rod Temperton y Bruce Swedien, conocidos por trabajar con Michael Jackson además de Reinhold Heil, Richard James Burgess y Dick Rudolph.
El sencillo inicial fue Schoolgirl, editado solamente en Australia y varios países europeos (exceptuando Reino Unido), del que Kim fue coautora. Aunque el primero publicado de manera global fue You Keep Me Hangin' On, versión del éxito de The Supremes. Fue número 1 en las listas de Estados Unidos, Canadá y Australia; y en el Reino Unido llegó al número 2.
El siguiente fue Another Step (Closer To You) a dúo con el cantante Junior Giscombe, que llegó al top 10 en Reino Unido. El tercer y último sencillo fue Say You Really Want, acompañado de un controvertido video que fue censurado en los programas infantiles de la televisión británica. El tema fue incluido en la banda sonora de la película Apunta, Dispara... y Corre (Running Scared) protagonizada por Billy Crystal y Gregory Hines.
A pesar del éxito de los sencillos, el álbum alcanzó el número 40 en las listas americanas y sólo llegó al 88 su tierra natal. Posteriormente se publicaría en Reino Unido con una nueva portada y canciones extra, aunque la nueva edición no pasó del número 73 en las listas.

## Lista de canciones
Cara A:
1. "You Keep Me Hangin' On" - 4:16
2. "Hit Him" - 3:36
3. "Another Step (Closer to You) [con Junior Giscombe]" - 3:24
4. "The Thrill of It" - 4:00
5. "Victim" '*' - 4:07
6. "I've Got So Much Love" - 4:07
7. "Schoolgirl" - 3:46

Cara B:
1. "Say You Really Want Me" - 3:45
2. "She Hasn't Got Time for You" - 4:20
3. "Brothers" - 4:50
4. "Missing" - 4:30
5. "How Do You Want My Love" - 4:03
6. "Don't Say Nothing's Changed" - 3:55

'*' La canción "Victim" se incluyó en las ediciones en CD y casete

## Bonus Tracks (Edición remasterizada de 2010)
1. "Songs About Love" (cara B de "Schoolgirl")
2. "Loving You" (cara B de "You Keep Me Hangin' On")
3. "Hold Back" (cara B de "Another Step (Closer to You)")
4. "Another Step (Closer to You)" (7" Version)
5. "Say You Really Want Me" (7" Version)

## Bonus CD (Edición remasterizada de 2010)
1. "Schoolgirl" (Head Master Mix)
2. "You Keep Me Hangin' On" (W.C.H Club Mix)
3. "You Keep Me Hangin' On" (W.C.H Mix)
4. "Another Step (Closer To You)" (Extended Mix)
5. "Say You Really Want Me" (Extended Version)
6. "Say You Really Want Me" (The Video Remix)
7. "Say You Really Want Me" (David Todd Remix)
8. "Say You Really Want Me" (Radio Edit)
9. "Say You Really Want Me" (Instrumental)
10. "Say You Really Want Me" (7" US Version)
11. "Say You Really Want Me" (Urban Version)
12. "Megamix" (You Keep Me Hangin' On/Another Step (Closer to You)/Say You Really Want Me)

- Datos: Q2852377